# Сейнт Асаф
Сейнт А̀саф (на английски: St Asaph; на уелски: Llanelwy, Ланѐлуй, произнася се по-близко до Хланѐлуй) е град в Северен Уелс, графство Денбишър. Разположен е в долината Вейл ъф Клуид около мястото на вливането на река Елуи в река Клуид, на 9 km южно от град Рил. Архитектурна забележителност на града е катедралата, построена през 13 век. Известен е с музикалния си фестивал за класическа музика. Населението му е 4296 жители според данни от преброяването през 2001 г.

## Личности
- Иън Ръш (р. 1961), уелски футболист-национал

## Побратимени градове
- Бегар, Франция